# Джеймс Уатана
Пу-Опб-Орм, по-известен като Джеймс Уатана (на английски: James Wattana), е тайландски професионален играч на снукър.
Уатана постига голям успех през ранните си години, след като става победител в няколко юношески азиатски турнира по снукър. Той става професионален играч през 1989 г., след като през 1988 г. става победител в Световното първенство по снукър за аматьори. Най-успешните години от спортната му кариера са в началото и средата на 1990-те години, когато той два пъти печели Откритото първенство на Тайланд, както и Откритото първенство Strachan през 1992 г. След победите си в тези турнири Уатана е класиран на 3-то място в световната ранглиста за сезон 1994/1995. Джеймс Уатана става осмия играч в историята на снукъра, спечелил повече от 1 млн. паунда от наградни фондове.
Джеймс Уатана е смятан за най-успешния азиатски играч на снукър. Преди той да достигне до 3-то място в световната ранглиста, челните места в класацияна са окупирани от играчи от Великобритания, Канада и Австралия и Джеймс се превръща в един от първите големи играчи, които не са родени в някоя от тези страни. Джеймс Уатана става много популярен в Азия. След неговия успех в Азия се създават множество школи по снукър с идеята да бъдат обучени и други добри играчи.
На Световното първенство през 2006 г. Джеймс Уатана отпада в първи кръг, след загуба от защитаващия световната титла Шон Мърфи с резултат 10 на 4 фрейма.